# Mahmud Abd ar-Rahman (zapaśnik)
Mahmud Chalid Abd as-Sattar Abd ar-Rahman (arab. محمود خالد عبدالستار عبدالرحمن; ur. 26 kwietnia 1997) – egipski zapaśnik walczący w stylu klasycznym. Olimpijczyk z Paryża 2024, gdzie zajął czternaste miejsce w kategorii do 77 kg. 
Srebrny medalista igrzysk afrykańskich w 2023 roku.